# Comuna Billund
Billund (Billund Kommune) este o comună din regiunea Syddanmark, Danemarca, cu o suprafață totală de 540,18 km².